# Boro Primorac
Boro Primorac (Mostar, 5 dicembre 1954) è un ex calciatore e allenatore di calcio jugoslavo, dal 1992 bosniaco, di ruolo difensore.

## Carriera

### Giocatore

#### Club
Ha militato a livello professionistico dal 1972 al 1990 prima in patria e poi in Francia al Lilla, dal 1983 al 1986, e al Cannes, dal 1986 al 1990, concludendo la carriera di calciatore.
Il 27 agosto 1978 esordì con il Hajduk Spalato nella partita casalinga di campionato contro la Stella Rossa. La prima stagione la concluse con 10 reti in 29 presenze di campionato e con la vittoria di quest'ultimo. L'avventura spalatina durò 5 stagione con un totale di 53 reti in 283 presenze.

#### Nazionale
Il suo debutto con la Jugoslavia risale al 18 febbraio 1976 in occasione dell'amichevole in estera persa contro la Tunisia (2-1). La sua ultima partita con i Plavi risale al 15 novembre 1980 nel match valido per le qualificazioni al Mondiale 1982 perso 2-0 contro l'Italia.
Indossò la maglia della nazionale per un totale di quattordici partite.

### Allenatore
Da allenatore ha debuttato con il Cannes, per poi allenare il Valenciennes e la Guinea. È stato osservatore del Nagoya Grampus, club del Campionato giapponese, e successivamente è diventato un osservatore dell'Arsenal. Il 16 agosto 2019 viene nominato direttore dell'Accademia giovanile "Luka Kaliterna" dell'Hajduk Spalato.
Il 4 novembre 2020 viene promosso dal neo presidente Jakobušić da direttore dell'accademia dei Majstori s mora ad allenatore, in sostituzione dell'esonerato Hari Vukas.
Il 18 gennaio 2021, con l'arrivo di Paolo Tramezzani sulla panchina dei Bili, lascia il ruolo temporaneamente acquisito di tecnico per riprendere le redini dell'accademia giovanile.

## Statistiche

### Cronologia presenze e reti in nazionale
| Cronologia completa delle presenze e delle reti in nazionale ― Jugoslavia | Cronologia completa delle presenze e delle reti in nazionale ― Jugoslavia | Cronologia completa delle presenze e delle reti in nazionale ― Jugoslavia | Cronologia completa delle presenze e delle reti in nazionale ― Jugoslavia | Cronologia completa delle presenze e delle reti in nazionale ― Jugoslavia | Cronologia completa delle presenze e delle reti in nazionale ― Jugoslavia | Cronologia completa delle presenze e delle reti in nazionale ― Jugoslavia | Cronologia completa delle presenze e delle reti in nazionale ― Jugoslavia |
| Data                                                                      | Città                                                                     | In casa                                                                   | Risultato                                                                 | Ospiti                                                                    | Competizione                                                              | Reti                                                                      | Note                                                                      |
| ------------------------------------------------------------------------- | ------------------------------------------------------------------------- | ------------------------------------------------------------------------- | ------------------------------------------------------------------------- | ------------------------------------------------------------------------- | ------------------------------------------------------------------------- | ------------------------------------------------------------------------- | ------------------------------------------------------------------------- |
| 18-2-1976                                                                 | Tunisi                                                                    | Tunisia                                                                   | 2 – 1                                                                     | Jugoslavia                                                                | Amichevole                                                                | -                                                                         | 46’                                                                       |
| 24-2-1976                                                                 | Algeri                                                                    | Algeria                                                                   | 1 – 2                                                                     | Jugoslavia                                                                | Amichevole                                                                | -                                                                         |                                                                           |
| 17-4-1976                                                                 | Banja Luka                                                                | Jugoslavia                                                                | 0 – 0                                                                     | Ungheria                                                                  | Amichevole                                                                | -                                                                         |                                                                           |
| 1-2-1977                                                                  | León                                                                      | Messico                                                                   | 5 – 1                                                                     | Jugoslavia                                                                | Amichevole                                                                | -                                                                         | 85’                                                                       |
| 8-2-1977                                                                  | Monterey                                                                  | Messico                                                                   | 0 – 1                                                                     | Jugoslavia                                                                | Amichevole                                                                | -                                                                         |                                                                           |
| 16-9-1979                                                                 | Belgrado                                                                  | Jugoslavia                                                                | 4 – 2                                                                     | Argentina                                                                 | Amichevole                                                                | -                                                                         | 46’                                                                       |
| 10-10-1979                                                                | Valencia                                                                  | Spagna                                                                    | 0 – 1                                                                     | Jugoslavia                                                                | Qual. Euro 1980                                                           | -                                                                         |                                                                           |
| 31-10-1979                                                                | Kosovska Mitrovica                                                        | Jugoslavia                                                                | 2 – 1                                                                     | Romania                                                                   | Qual. Euro 1980                                                           | -                                                                         |                                                                           |
| 22-3-1980                                                                 | Sarajevo                                                                  | Jugoslavia                                                                | 2 – 1                                                                     | Uruguay                                                                   | Amichevole                                                                | -                                                                         |                                                                           |
| 30-3-1980                                                                 | Belgrado                                                                  | Jugoslavia                                                                | 2 – 0                                                                     | Romania                                                                   | Coppa dei Balcani                                                         | -                                                                         |                                                                           |
| 26-4-1980                                                                 | Borovo                                                                    | Jugoslavia                                                                | 2 – 1                                                                     | Polonia                                                                   | Amichevole                                                                | -                                                                         |                                                                           |
| 27-8-1980                                                                 | Bucarest                                                                  | Romania                                                                   | 4 – 1                                                                     | Jugoslavia                                                                | Coppa dei Balcani                                                         | -                                                                         | 46’                                                                       |
| 27-9-1980                                                                 | Lubiana                                                                   | Jugoslavia                                                                | 2 – 1                                                                     | Danimarca                                                                 | Qual. Mondiali 1982                                                       | -                                                                         |                                                                           |
| 15-11-1980                                                                | Torino                                                                    | Italia                                                                    | 2 – 0                                                                     | Jugoslavia                                                                | Qual. Mondiali 1982                                                       | -                                                                         |                                                                           |
| Totale                                                                    |                                                                           | Presenze                                                                  | 14                                                                        |                                                                           | Reti                                                                      | 0                                                                         |                                                                           |

## Palmarès

### Giocatore

#### Club
- Campionato jugoslavo: 1

Hajduk Spalato: 1978-1979

#### Nazionale
- Giochi del Mediterraneo: 1

 1979